# Charles Hitchcock
Charles Henry Hitchcock (Amherst, 23 agosto 1836 – Honolulu, 5 novembre 1919) è stato un geologo statunitense.

## Biografia
Si è formato al seguito del padre, il geologo Edward, rettore dell'Amherst College, dove Charles ha studiato e si è laureato nel 1859. Qui ha svolto attività di docenza di zoologia fino al 1864, seguendo anche in parallelo un percorso teologico-seminariale, prima di specializzarsi alla Scuola reale delle miniere di Londra e di diventare professore non stabile di geologia e mineralogia al Lafayette College di Easton, in cui ha retto la cattedra dall'istituzione (1866) sino al 1876, organizzando anche esplorazioni geologico-scientifiche in Pennsylvania, da cui sarebbero originate le prime collezioni di fossili e minerali del predetto college. Dal 1868 ha ottenuto la titolarità della pari cattedra presso il Dartmouth College, di cui nel 1908, cioè a fine carriera, è stato nominato professore emerito.
Ha anche condotto ricerche geologiche prima come assistente del padre, con il quale ha dato alle stampe un trattato di geologia elementare (1861), poi come geologo di stato, rispettivamente nel Vermont tra il 1857 e il 1861, nel Maine nel biennio successivo e, tra il 1868 e il 1878, nel New Hampshire, di cui ha pubblicato in tre volumi il relativo Rapporto. Nell'inverno 1870-'71 ha guidato una spedizione sul Monte Washington. Ha compilato numerose carte geologiche di diversi stati americani. Negli ultimi anni della sua carriera ha condotto ricerche nelle Hawaii, che aveva visitato la prima volta nel 1883 e dove si sarebbe stabilito per trascorrere gli anni della pensione, studiandone in particolare il vulcanismo, come compendiato nel volume Hawaii and its Volcanoes (1909). Nel 1888 è stato fra i fondatori della Società Geologica d'America.